# بسنت عثمان
بسنت عثمان (مواليد 23 أغسطس 1977)، لاعبة تنس طاولة مصرية، شاركت مع مصر في دورة سيدني 2000.

## المشاركة الأولمبية

### سيدني 2000
تنس الطاولة
| الرياضيّة/تان                | المنافسة | المجموعة | ف-م | خ-م | ف-أ | خ-أ | ن-ص | ن-ض | الترتيب |
| --------------------------- | -------- | -------- | --- | --- | --- | --- | --- | --- | ------- |
| بسنت عثمان شيماء عبد العزيز | زوجي     | O        | 0   | 2   | 0   | 4   | 45  | 84  | 25 م    |

## روابط خارجية
- بسنت عثمان على موقع أوليمبيديا (الإنجليزية)